# Capteur solaire photovoltaïque
Pour les articles homonymes, voir Capteur solaire.
Ne doit pas être confondu avec Capteur solaire thermique.
Un capteur solaire photovoltaïque (ou panneau solaire photovoltaïque) est un dispositif qui fonctionne comme un générateur électrique de courant continu en présence de rayonnement solaire. Constitué d'un ensemble de cellules photovoltaïques reliées entre elles électriquement, il sert de module de base pour les installations photovoltaïques, notamment les centrales solaires photovoltaïques.
Les capteurs solaires photovoltaïques sont employés pour de nombreuses applications stationnaires ou mobiles. En cas d'installation stationnaire prévue pour une connexion au réseau électrique, un onduleur et un compteur séparé ou communicant est nécessaire.

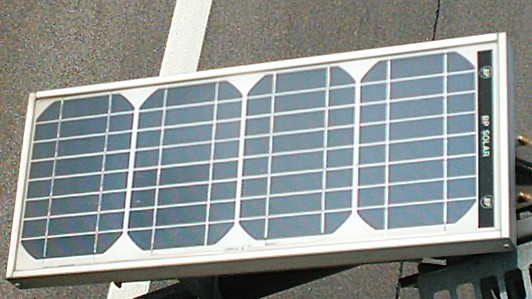
Module solaire photovoltaïque.

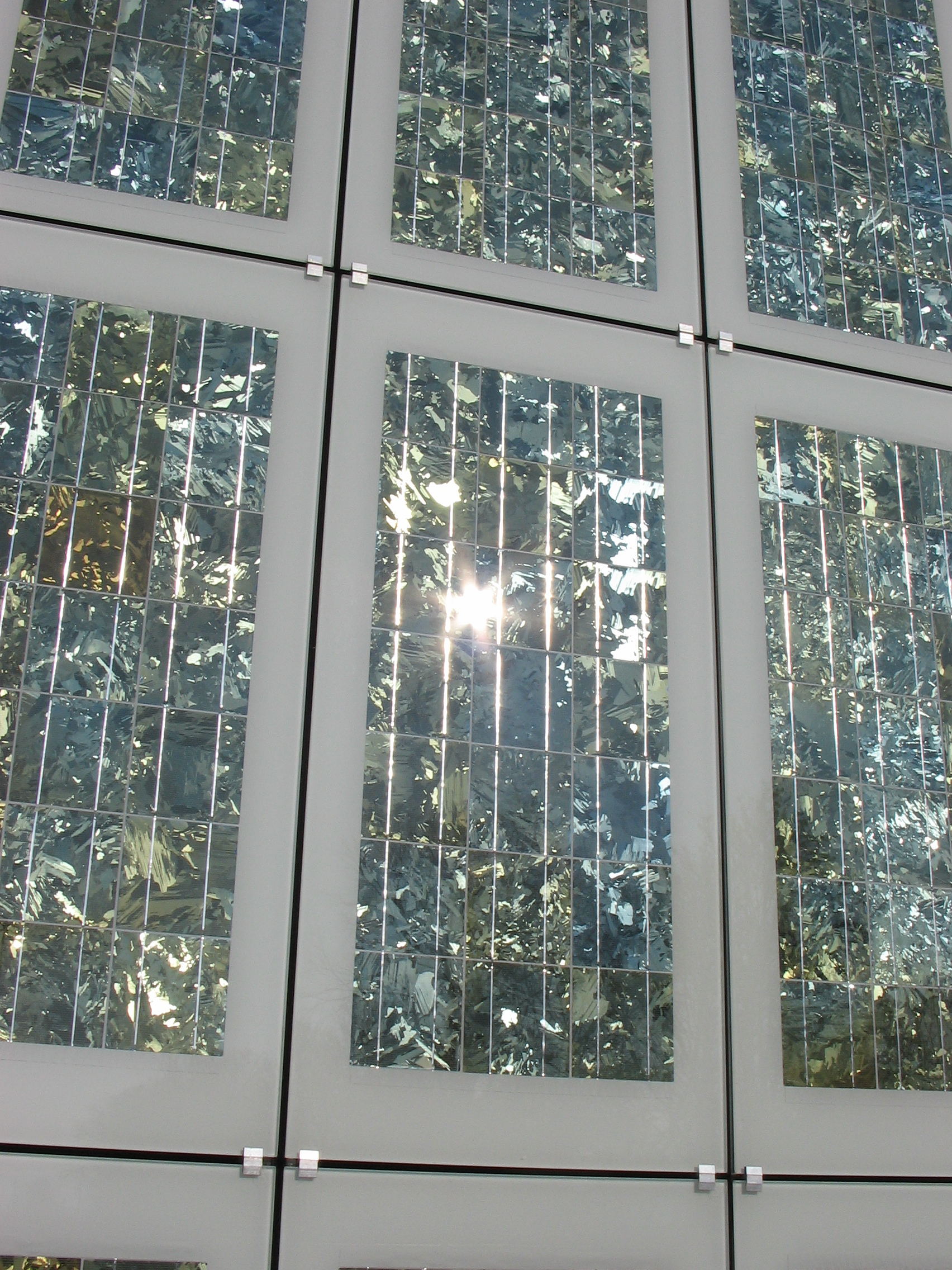
Module photovoltaïque vu de près.

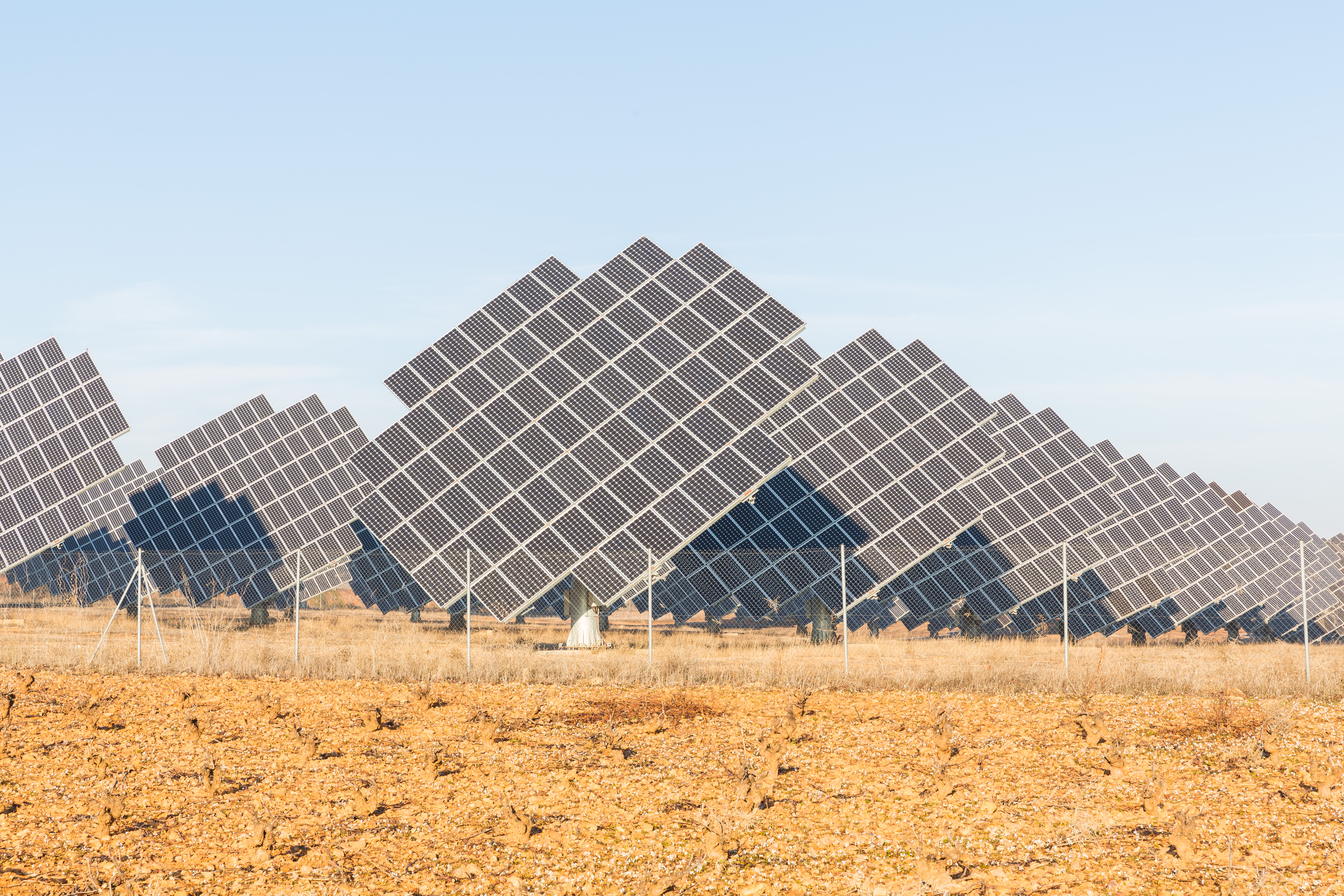
Modules solaires photovoltaïques à Cariñena, en Espagne dont la disposition n'est pas optimale.

## Caractéristiques

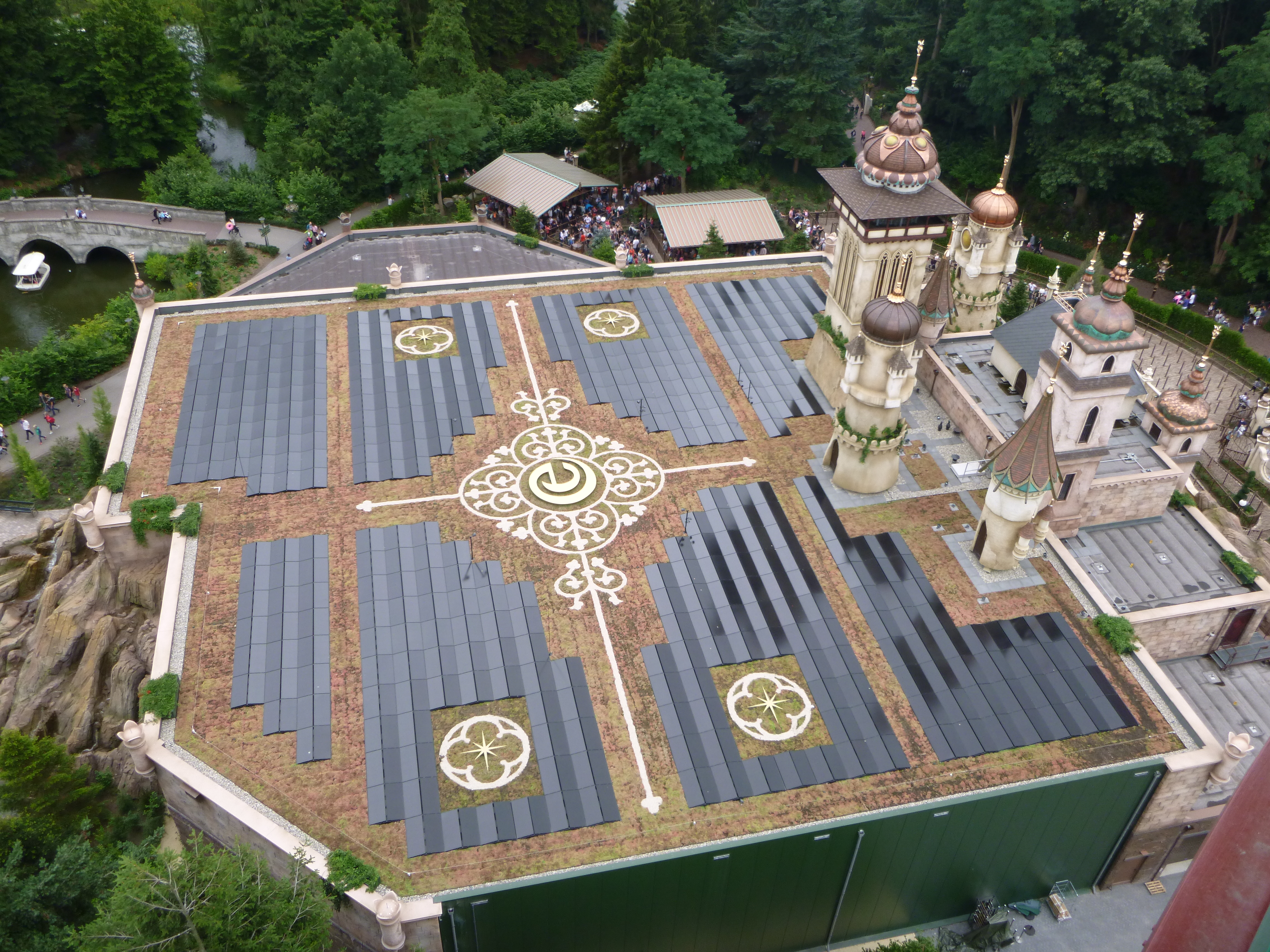
Panneaux recouvrants un toit et comprenant un jardin de toiture à Efteling, Pays-Bas.

Les modules sont généralement des parallélépipèdes rectangles rigides et minces (quelques centimètres d’épaisseur), dont la longueur et la largeur sont généralement d'environ un mètre, pour une surface de l’ordre du mètre carré, et une masse d'environ 20 kg. Divers éléments (branchements électriques, fixations, éventuel cadre pour assurer une étanchéité) sont inclus. Il existe également des modules sous forme de membranes souples et résistantes, ainsi que des modules à concentration, plus complexes mais exploitant mieux l’élément le plus cher du module, la cellule photovoltaïque.
L'efficacité énergétique de conversion d'un module est plus faible que celle fournie par toutes les cellules qui le constituent, du fait des pertes électriques internes et des surfaces non couvertes. Elle est actuellement de l'ordre de 20 %.
La puissance électrique est générée sous forme de courant continu à tension variable, ce qui implique un chargeur adapté pour un branchement sur une batterie, ou une transformation en courant alternatif par un onduleur s’il s’agit de l’injecter dans un réseau de distribution. La tension délivrée dépend du type des modules, du branchement des cellules et des modules, de la puissance solaire disponible, de la température du module et de la résistance électrique appliquée par le circuit (voir Maximum power point tracker). La tension délivrée par un module est habituellement de l’ordre de 10 à 100 volts.
L’énergie réellement captée par un module dépend de la surface et de la puissance nominale du panneau, de l’ensoleillement (variable selon la latitude, l’heure de la journée, la météo, le masquage subi, etc.), de la température du module (la production est meilleure en montagne car il y fait plus froid) et de la résistance électrique appliquée par le circuit. En Europe, chaque watt-crête (Wc) installé permet la production d’environ 1 kWh d’énergie sur l’année, le double dans des zones bien ensoleillées et avec un héliostat.
Outre sa puissance et sa surface, un module photovoltaïque a trois caractéristiques importantes :
- l’écart à la puissance nominale, de l’ordre de −0/+5 % ;
- la variation de puissance avec la température (plus de détails dans la section « Pertes énergétiques possibles ») ;
- la stabilité dans le temps des performances (les fabricants garantissent généralement au moins 80 % de la puissance de départ pendant 20 à 25 ans).

Le prix pour de tels modules était en 2008 d’environ 3–4 €/Wc et il baisse régulièrement. En 2021, le prix de gros (EU spot market crystalline module price) est inférieur à 0,35 €/Wc.
Un module photovoltaïque ne génère aucun déchet en fonctionnement, son coût de démantèlement est très faible et ses coûts d’exploitation sont quasi nuls. Étanche, il peut servir de couverture à un toit, sous réserve de bien maîtriser l’écoulement d’eau aux bords avec un montage adapté.

## Procédés techniques
Ce sont les modules à base de silicium qui sont actuellement les plus utilisés (plus de 90 % du marché), suivis de ceux à base de tellurure de cadmium (principalement utilisés dans certaines grandes centrales solaires photovoltaïques), les autres types étant encore, soit en phase de recherche/développement, soit trop chers et réservés à des usages où leur prix n'est pas un obstacle. On distingue, en fonction des techniques utilisées :
le silicium monocristallinles cellules photovoltaïques sont à base de monocristaux de silicium encapsulés dans une enveloppe en plastique ou en verre. Elles possèdent un très bon rendement (12 à 20 %) mais leur coût est relativement élevé ;
le silicium polycristallinles cellules sont à base de polycristaux de silicium, notablement moins coûteux à fabriquer que le silicium monocristallin, mais qui ont un rendement de l’ordre de 11 à 15 % pour un prix plus accessible ;
le silicium amorpheles cellules sont réalisés avec du silicium amorphe au fort pouvoir énergisant et présenté en bandes souples permettant une parfaite intégration architecturale. Le rendement est plus faible que ceux des panneaux en silicium cristallin.
le tellurure de cadmiumles cellules sont à base de couches minces de tellurure de cadmium placées sur un support de verre ; ils sont sensiblement moins coûteux à fabriquer que ceux en silicium, mais ont un rendement (10 à 12 %) plus faible que celui du silicium monocristallin, mais plus élevé que ceux en silicium amorphe.
La technique évolue rapidement, le prix du kilowatt-crête (kWc) étant plus important que le rendement du panneau : un rendement deux fois plus faible signifie seulement qu'il faudra équiper deux fois plus de surface pour collecter la même énergie, ce qui n'est gênant que si la surface disponible est limitée par rapport à la puissance nécessaire (sur un satellite, par exemple). Par conséquent, si une nouvelle technique permet de produire des panneaux de faible rendement, mais bon marché, elle aura de bonnes chances de s'imposer. Le rendement reste néanmoins une composante du prix, ne serait-ce qu'à cause des frais de manutention et d'installation, d'autant plus faibles que le module est petit et léger.

## Production
L’analyse de 172 installations du programme pionnier en Europe « 1 000 toits allemands » a montré des productions de 0,43 à 0,875 kWh/Wc/an avec une moyenne de 0,68 kWh/Wc/an. Une autre analyse de l’Agence Internationale de l’Énergie (AIE) montre des valeurs typiques variant entre 0,7 kWh/Wc/an en Allemagne et en Hollande, 0,83 kWh/Wc en Suisse avec une dispersion considérable de 0,4 à 0,95 kWh/Wc (Allemagne) et 0,5 à 1,4 kWh/Wc (Suisse).
La puissance produite par un dispositif photovoltaïque peut alors s’exprimer comme le produit de trois facteurs indépendants :
{\displaystyle {\frac {E_{AC}}{P^{*}}}=\left({\frac {G_{deff}}{G^{*}}}\right)\times FO\times PR}
avec
- {\displaystyle P*} : Puissance nominale produite en conditions STC (W) ;
- {\displaystyle G_{deff}} : Irradiation annuelle effective incidente sur le module (kWh/m2) ;
- {\displaystyle G*} : Irradiance STC (1 000 W/m2) ;
- {\displaystyle FO} : Facteur prenant en compte les pertes par ombrage[8].

À partir de cette expression, il est possible d’estimer une productivité électrique annuelle. Les valeurs qui suivent sont indicatives et approximatives, car ce type de mesure est très sensible aux conditions et conventions adoptées : avec ou sans héliostat, avec ou sans les pertes de l’onduleur, en moyenne sur une région ou sur un lieu-dit particulièrement propice, etc. en kWh/Wc/an ; ici le coefficient de performance PR (Performance Ratio) adopté est de 0,75 et pour une surface inclinée de façon optimale.
- Sud de l’Allemagne : ~0,9
- Espagne : ~1,4
- Îles Canaries : ~2,0
- Île d’Hawaï : ~2,1
- Déserts (Sahara, Moyen-Orient, Australie, etc.) : ~2,3
- Maximum pratique terrestre : ~2,4 (Désert d'Atacama, proche de l’équateur et particulièrement sec)

Toutefois, les valeurs réelles peuvent être bien plus faibles.

## Pertes énergétiques possibles

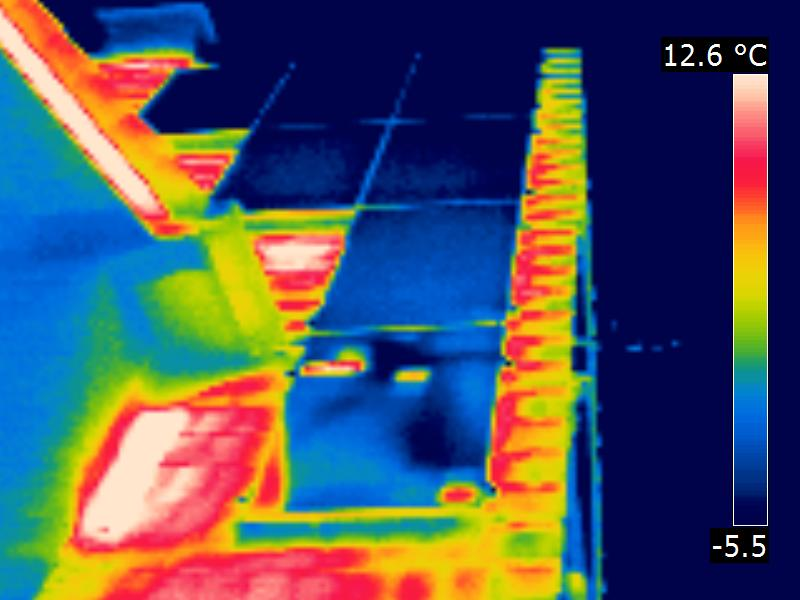
Thermographie de modules photovoltaïques combinant un problème de cellule et une ombre portée.

Les principales sources de pertes énergétiques sont :
ombrage partiell’environnement d’un module photovoltaïque peut inclure des arbres, montagnes, murs, bâtiments, etc. Il peut provoquer des ombrages sur le module ce qui affecte directement l’énergie collectée.
ombrage total (poussière ou saletés)leur dépôt occasionne une réduction du courant et de la tension produite par le générateur photovoltaïque.(~ 3-6 %)
dispersion de puissance nominaleles modules photovoltaïques issus du processus de fabrication industrielle ne sont pas tous identiques. Les fabricants garantissent des déviations inférieures de 3 % à 10 % autour de la puissance nominale. En pratique, le module solaire photovoltaïque fonctionne en fonction des performances du pire panneau : la puissance nominale est donc généralement inférieure à celle prescrite par le fabricant,.
Pertes de connexionsla connexion entre modules de puissance légèrement différentes occasionne un fonctionnement à puissance légèrement réduite. Elles augmentent avec le nombre de modules en série et en parallèle.(~ 3 %)
Pertes angulaires ou spectralesles modules photovoltaïques sont spectralement sélectifs, la variation du spectre solaire affecte le courant généré par ceux-ci. Les pertes angulaires augmentent avec l’angle d’incidence des rayons et le degré de saleté de la surface.
Pertes par chutes ohmiquesles chutes ohmiques se caractérisent par les chutes de tensions dues au passage du courant dans un conducteur de matériau et de section donnés. Ces pertes peuvent être minimisées avec un dimensionnement correct de ces paramètres.
Pertes liées à la températureOn estime ainsi qu'au-delà de 25 °C, une augmentation de 1 °C aboutit à une baisse de production de 0,45 %. En effet, « Lorsque les photons traversent les cellules photovoltaïques, elles arrachent des électrons aux atomes de silicium créant alors un « trou » dans le matériau semi-conducteur. Un facteur important de l'efficacité d'un panneau solaire est la vitesse à laquelle les électrons se recombinent avec les trous. Or, ce taux de recombinaison est très sensible à la température : plus il fait chaud, plus il est élevé, ce qui diminue le rendement ». La température de fonctionnement des modules dépend de l’irradiation solaire incidente, de la température ambiante, de la couleur des matériaux et de la vitesse du vent (5 à 14 %).
Pertes à cause du rendement de la conversion CC/CA de l'onduleurl'onduleur peut se caractériser par une courbe de rendement en fonction de la puissance d’opération.(~ 6 %).
Pertes par suivi du point de puissance maximuml'onduleur dispose d’un dispositif électronique qui calcule en temps réel le point de fonctionnement de puissance maximum (3 %).
Pertes dues au vieillissement naturel des modulesEn moyenne un module en plein-air perd moins de 1 % de sa capacité par an (0,8 %/an en moyenne et 0,5 %/an en valeur médiane).

## Entretien
De manière générale, les modules photovoltaïques n'ont pas besoin d'entretien particulier : constitués d'une surface particulièrement plane et glissante (verre), la pluie, le vent et l'inclinaison suffisent à les conserver suffisamment propres au fil des ans pour ne perdre qu'un minimum de production sur la durée, sauf à se trouver opacifiés par des poussières produites en quantités importantes à proximité (cimenteries, carrière, …). Ainsi après plusieurs mois, le maximum d'opacité est atteint. Les quelques % de production perdue - probablement moins de 5 % - sont donc acceptables. Quand les modules sont insérés dans le bâti, l'architecte peut cependant prévoir les conditions de maintenance dont le nettoyage.
Deux innovations récentes peuvent concourir à l'entretien des grandes installations avec plus de sécurité pour le personnel et en risquant moins d'abîmer les modules :
- des robots nettoyeurs (télécommandés par Wi-Fi)[17]) peuvent nettoyer les panneaux ;
- des drones de surveillance des anomalies, qui permettent d'intervenir plus tôt, et au bon endroit uniquement ; A titre d'exemple, de tels drones sont utilisés en France parmi les nouveaux outils de la télésurveillance nationale centralisée de EDF solutions solaires, filiale d'EDF. Cette entreprise a créé en 2009 un « centre de contrôle des toitures solaires », qui (en 2013) surveille 550 installations, dont 150 propriété de EDF EN, correspondant à une puissance de 55 MW environ[18]. Une caméra infrarouge haute résolution gyro-stabilisée emportée par les drones montrent aux opérateurs distants d’éventuels défauts des circuits[17]. L’autonomie du drone est encore très limitée, et son passage est coûteux (2 000 à 4 000 €/j) mais ces deux défauts sont économiquement compensés par sa maniabilité et sa rapidité d'intervention[17].

## Applications

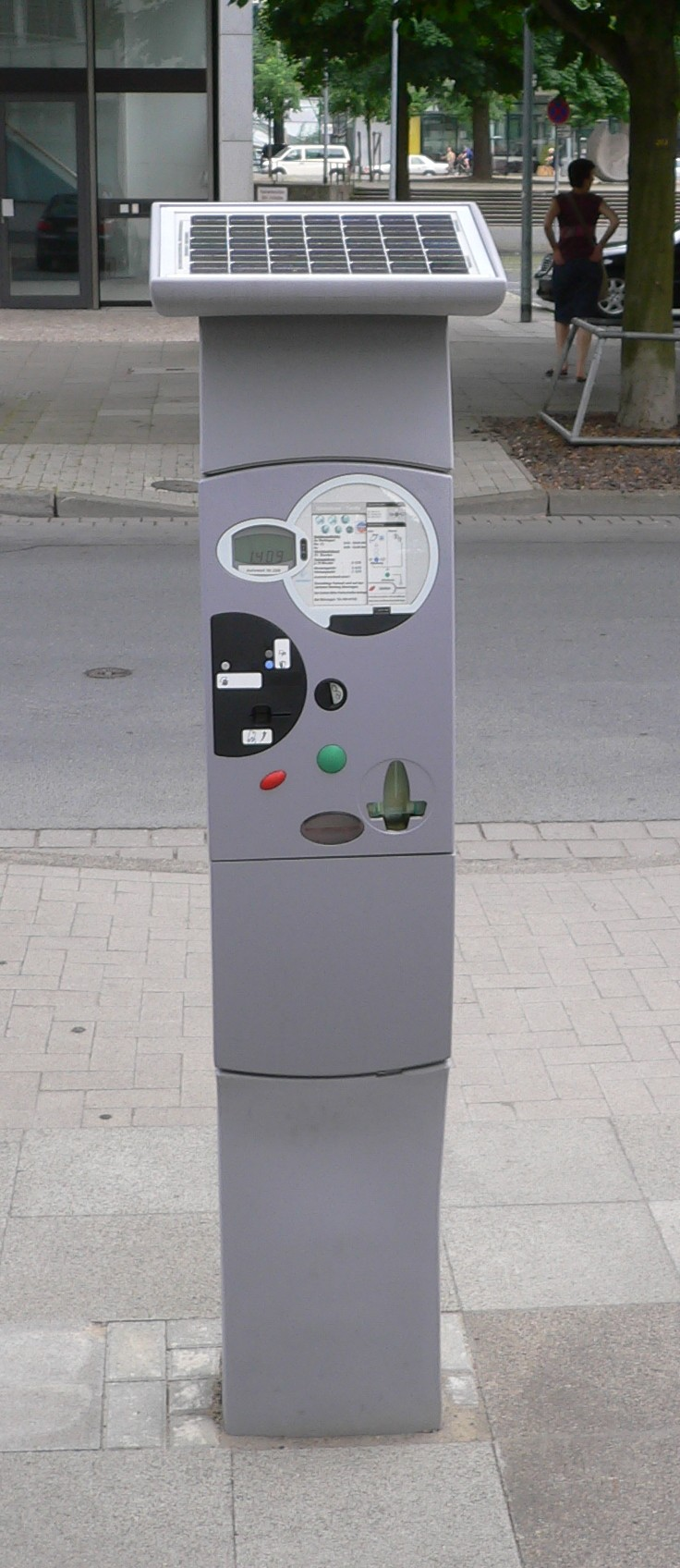
Horodateur alimenté par un panneau solaire photovoltaïque.

Les modules solaires photovoltaïques se sont d'abord développés dans des applications très variées, non connectées au réseau électrique, soit parce qu'il n'y a aucun réseau disponible (satellites, mer, montagne, désert, etc.), soit parce que le raccordement reviendrait trop cher par rapport à la puissance nécessaire (balises, horodateur, abribus, téléphone mobile, etc.) ; dans ce cas, on utilise des appareils électriques adaptés au courant continu livrés par les modules. De nombreux constructeurs ont également développé des lampadaires solaires fonctionnant à partir de modules photovoltaïques évitant d'avoir à les connecter au réseau électrique, si l'ensoleillement et la capacité des batteries sont adaptés.
Pour alimenter en électricité une habitation ou un réseau public de distribution, on intercale un onduleur qui transforme le courant continu en courant alternatif adapté aux appareils classiques. Plusieurs modules sont intégrés dans une installation solaire associée à une habitation ou dans une centrale solaire photovoltaïque qui peuvent être soit des systèmes autonomes, soit des systèmes photovoltaïques raccordés au réseau électrique.
Ce type d'application n'est rendu rentable que par des subventions massives existant dans certains états, car l'énergie ainsi produite reste généralement beaucoup plus chère que l'électricité nucléaire ou celle produite à partir d'hydrocarbures fossiles : la source solaire est certes gratuite, mais l'investissement requis est très élevé.
Une étude de 2011 a toutefois montré que, dans des conditions favorables, les systèmes solaires photovoltaïques peuvent en volume, produire de l'énergie pour un prix proche de celui des autres sources d'énergies traditionnelles.
Une installation photovoltaïque est avant tout une installation électrique obéissant à des normes strictes qui, en France, sont éditées par l'Union technique de l'électricité (UTE). On citera la norme C15712-1 pour les installations raccordées au réseau et la C15712-2 pour les installations des sites isolés (avec stockage d'énergie par batterie). Parallèlement, la norme C15-100 reste valable et applicable en particulier sur la partie AC. La particularité d'une installation photovoltaïque réside dans l'existence de courants continu et alternatif, de sources de danger pouvant arriver de plusieurs endroits. À ce titre, une vigilance accrue est conseillée en maintenance ou lors d'un sinistre provoquant l'intervention des services d'urgence.

## Économie

### Fabricants
Parmi les fabricants les plus importants de modules solaires, on peut citer en 2011 : Centrosolar, Solon-Microsol et Q-Cells (Allemagne ; en 2012, Q-Cells devient Hanwha Q-Cells à la suite de son rachat par le conglomérat sud-coréenne Hanwha), Sharp, Kyocera et Sanyo (Japon), Sunpower (États-Unis), Quantum Solar (Philippines), First Solar (États-Unis) et de nombreux fabricants chinois, notamment : Suntech Power, JA Solar, Trina Solar et Upsolar.
Les cinq plus grands fabricants de cellules photovoltaïques se partagent 60 % du marché mondial. Il s'agit des sociétés japonaises Sharp et Kyocera, des entreprises anglo-américaines BP Solar et Astropower, et du groupe italien Kerself SpA. La Chine produit près de 30 % des cellules photovoltaïques du monde en 2015. En France, Photowatt, firme française sise à Bourgoin-Jallieu (Isère), emploie plus de 400 salariés et a été rachetée en novembre 2011 par EDF solutions solaires, tandis deux filiales de Total, Sunpower et Tenesol, ont deux usines de fabrication de panneaux solaires en France.
Le Japon est lui-même l'un des plus grands consommateurs de panneaux solaires, mais largement dépassé par l'Allemagne en 2010.
En 2023, la liste des plus grands fabricants de panneaux photovoltaïques a considérablement évolué. Les géants américains comme Sunpower, le sud-coréen LG Solar ou le chinois Trina Solar survolent toujours le marché de l'énergie solaire en volumes de vente au niveau mondial[réf. nécessaire].

### Coût du kilowatt-heure
Le coût du kilowatt-heure produit par un équipement solaire, actualisé sur la durée de vie de l'équipement, peut s'estimer à partir de trois paramètres : 
- le coût d'achat de l'équipement, en euros par watt de puissance crête (€/Wc) ;
- la productivité (en kWh/Wc/an), en fonction de l'insolation du lieu ;
- la dépréciation annuelle du capital. Pour ce paramètre, on utilisera 10 % (correspondant, par exemple, à des frais de fonctionnement et maintenance de 1 %, une actualisation financière de 4 %, et un amortissement du matériel sur 20 ans soit 5 %)[réf. nécessaire].

On obtient alors une formule assez simple, puisqu'une installation qui aurait coûté 1 €/Wc et produisant 1 kWh/an/Wc aurait alors un coût de base de 0,1 €/kWh, le prix du kilowatt-heure étant ensuite proportionnel au prix d'achat (c'est-à-dire le triple si l'installation a coûté 3 €/Wc) et inversement proportionnelle à la productivité (par exemple, la moitié si l'installation produit 2 kWh/Wc/an, le double si elle ne produit que 0,5 kWh/Wc/an).

#### Prix de vente de l’électricité en France
En France, l'arrêté du 4 mars 2011 fixe « les conditions d'achat de l'électricité produite par les installations utilisant l'énergie radiative du soleil ». Le tarif (en c€/kWh hors TVA) est calculé à partir de plusieurs variables. L'article 2 donne les principales caractéristiques du contrat d'achat :
- nombre et type de générateurs ;
- intégration ou pas au bâti ;
- puissances (puissance crête installée et puissance électrique active maximale de fourniture) ;
- production moyenne annuelle estimée ;
- tension de livraison.

Conformément à l'arrêté du 4 mars 2011, les prix d'achats sont en France réévalués chaque trimestre par la Commission de régulation de l'énergie (CRE) en fonction de la puissance installée le trimestre précédent. À titre d'exemple, le prix d’achat du kilowatt-heure photovoltaïque pour les particuliers (puissance inférieure à 9 kWc), qui était de 58 c€/kWh à la fin 2010, a baissé progressivement jusqu'à atteindre 37 c€/kWh au deuxième trimestre 2012 puis 34,15 c€/kWh au quatrième trimestre 2012, 29,1 c€/kWh au 4e trimestre 2013 et 25,8 c€/kWh au 3e trimestre 2015.
Un appel d'offres portant sur la réalisation et l'exploitation d'installations de production d'électricité innovantes à partir de l'énergie solaire a été publié le 4 avril 2017. Il concerne, entre autres, les technologies hybrides ou les centrales agrivoltaïques. Pour cet appel d'offres, la fourchette de prix se situe entre 50 et 200 €/MWh pour la première période. Cependant, la Commission de régulation de l'énergie considère que le prix plafond proposé, pour la première période, est excessif compte tenu des prix proposés dans des appels d'offres de 2015 qui intégraient également un critère d'innovation.

### Bilan énergétique (de la fabrication au recyclage)
D'après l'EPIA (Association Européenne de l'Industrie du Photovoltaïque), sous la latitude de Lyon, en France, un module solaire restitue en deux ans et demi l'énergie qui a été nécessaire à sa fabrication.
Une directive de l'Union européenne de 2012 impose que les déchets d'équipements électriques et électroniques (DEEE) soient recyclés lorsqu'ils sont démantelés. Les onduleurs sont concernés depuis 2005 et une modification de la directive a ajouté (le 13 août 2012) les modules photovoltaïques à la liste des produits électroniques à recycler en fin de vie. Elle sera traduite en France avec un peu de retard, par un décret ; ce décret s'appliquera en deux étapes et impose une collecte gratuite, encourage le réemploi et fixe des exigences pour l'exportation d'EEE usagés.
Plusieurs organisations préparent en France le recyclage des panneaux en fin de vie, dont :
- le CERES[33], une association fondée en 2011 et basée à Paris. En septembre 2013, le CERES a cessé son activité de recyclage mais PV Cycle s'est engagé à reprendre les obligations que le CERES a ainsi abandonnées[c] ;
- PV Cycle[34], une association créée à Bruxelles en 2007.

La durée de vie des panneaux est de l'ordre de 30 ans. Le temps de retour énergétique est difficile a évaluer puisqu'il dépend du taux d'ensoleillement, de l'inclinaison des panneaux, de leur température, de leur orientation, etc. Selon les études disponibles, « le temps de retour énergétique, [...] est d’environ 3 ans ». La durée de vie des panneaux est aussi relative à la durée de vie de l'onduleur. L’onduleur est un élément essentiel de l’installation photovoltaïque. Il transforme le courant continu issu des panneaux photovoltaïques en courant alternatif qui peut alors être utilisé sur le réseau . On considère que sa durée de vie moyenne se situe entre 8 et 12 ans.

## Ressources employées et impact environnemental

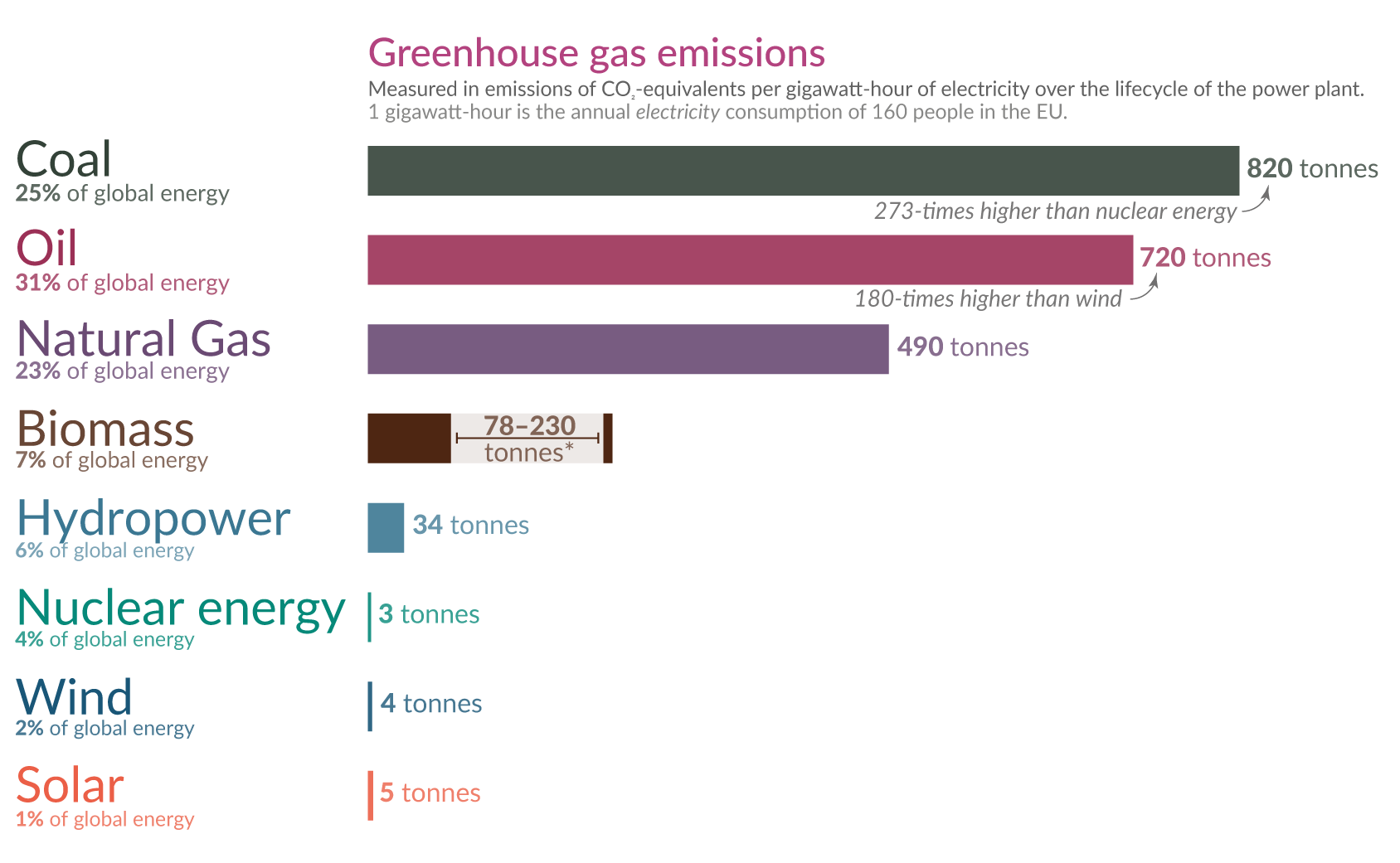
Émissions de gaz à effet de serre par source d'énergie au cours de leur cycle de vie. L'énergie solaire est l'une des sources d'énergie les moins émettrices.

Une fois fabriquées et déployées, les cellules photovoltaïques assemblées en modules n'émettent pas de dioxyde de carbone (CO2) ou d’autre gaz à effet de serre. Néanmoins, leur fabrication consomme de l'énergie grise sous forme d'électricité et leur fin de vie produit des déchets.
En 2003, une analyse du cycle de vie concernant le dioxyde de carbone montre que, sur une durée de vie de vingt ans, l'émission de CO2 par kilowatt-heure électrique produit par un panneau photovoltaïque représente, selon le type considéré, de 7 à 37 % des émissions par kilowatt-heure produites par une centrale thermique classique. En 2004, le département de l'Énergie des États-Unis estime qu'un panneau met quatre ans à produire une quantité d'énergie équivalente à celle consommée pour sa fabrication.

### Fabrication: consommation d'électricité
Un module est composé d'une ou plusieurs cellules mono/poly-cristalline enveloppées de part et d'autre dans de fines couches d'éthylène-acétate de vinyle (EVA). Le tout repose sur un support en plastique (en fluorure de polyvinyle, PVF) ou en polyéthylène, PET). En dessous, un cadre en aluminium muni d'une jonction en cuivre relie électriquement les cellules. Sur le dessus, une couche de verre protège les cellules,.
Dans un module, 74 % de la masse est constitué de verre, l'aluminium représente 10 % et les divers polymères 6,5 %. D'autres matériaux peuvent être trouvés comme le zinc, le plomb, ou le cuivre, leurs quantités demeurent toutefois faibles (moins de 1 % de la masse du module). La cellule photovoltaïque seule (mono ou poly-cristalline) représente seulement 3 % de la masse totale du module.
Ce sont les cellules dont la fabrication est la plus énergivore, et la plupart des constructeurs du photovoltaïque ne produisent en général que ces dernières. Le reste des composants est alors sous-traité à d'autres fabricants, par exemple pour les vitres de protection, le cadre en aluminium, dont les procédés de fabrication sont plus anciens, plus développés et donc mieux optimisés que les processus récents de fabrication des cellules.
La fabrication des cellules requiert un silicium très pur, après une première purification via un four à arc électrique (EAF). Le silicium est alors pur à 98-99,5 % (silicium métallurgique, ou metallurgical grade silicon). Ce procédé à lui seul consomme environ 150 kWh/kg de silicium.
Une deuxième purification est nécessaire pour obtenir un silicium dit « solaire » (ou upgraded metallurgical grade silicon, avec un taux de pureté de 99,999 3 % ou un silicium dit électronique (EGS, avec une pureté de 99,999 999 99 %). Les trois étapes de la seconde purification sont la production de silane, suivie d’une distillation fractionnée puis enfin d’une séparation. La consommation en électricité est de 115–120 kWh/kg pour le silicium solaire et de 350 kWh/kg pour le silicium électronique.
Ainsi la somme de l'énergie requise, de la purification du silicium jusqu'à son découpage en wafers est de 1 000 kWh/kg de silicium  pour les cellules mono-cristallines et de 700 kWh/kg de silicium pour les cellules poly-cristallines. Les cellules mono-cristallines sont plus efficaces mais demandent plus d'énergie lors de leur fabrication (la cristallisation en une structure mono-cristalline étant plus complexe qu’en une structure poly-cristalline).
La fabrication de cellules est donc énergivore. L'empreinte carbone de cette fabrication dépend de la nature de la source ou du mix électriques utilisés. Actuellement majoritairement asiatique, elle pourrait ainsi diminuer de 40 % en recourant à l'énergie hydraulique ou à des mix européens.
Selon l’Agence de l'environnement et de la maîtrise de l'énergie (ADEME), la fabrication d'un panneau photovoltaïque installé en France s'accompagne de l'émission, en moyenne, de 56 grammes de CO2 pour la production d’un kilowatt-heure (avec 30 % d'incertitude). Cette valeur dépend du lieu où le panneau est implanté ; elle varie de 35 à 85 g de CO2 par kilowatt-heure du Sud au Nord du pays et en fonction de la technologie employée. Les émissions de CO2 du solaire photovoltaïque sont supérieures à celles de la plupart des autres sources d'énergie bas-carbone ; par exemple, l'éolien terrestre émet 10 g de CO2 par kilowatt-heure produit et le nucléaire français 6 g. En revanche, elles sont bien inférieures à celles associées à l'utilisation de combustibles fossiles ; en effet, le gaz naturel émet environ 443 g de CO2 par kilowatt-heure produit et le charbon entre 960 et 1 050 g.
Des émissions secondaires, comme celles dues au transport des matériaux sur longues distances, ne représentent qu'entre 0,1 et 1 % des émissions totales.

### Fabrication: déchets et toxicité
L'impact de la production des panneaux solaires sur l'environnement ne tient pas seulement à l'énergie grise nécessaire à leur production, mais aussi aux déchets dus à la multitude des matériaux utilisés lors de leurs traitements chimiques : le raffinage de la silice se fait avec des produits chimiques potentiellement dangereux comme le silane, et le dopage du silicium se fait par des gaz contenant des petites quantités de diborane et de phosphine diluées. Ces gaz sont hautement inflammables. S’ils ne représentent pas de danger en temps normal, ils sont en mesure de gravement nuire à la santé des employés d’usine en cas d'accident ou de fuites. La poussière de silice et de silane peuvent provoquer en outre des maladies à l’inhalation telles que la silicose[source insuffisante].
Actuellement, la recherche vise une diminution ou réutilisation de ces matériaux, comme le soutient l'Agence de l'environnement et de la maîtrise de l'énergie : « L’étape de purification du silicium, réalisée principalement par voie chimique, fait notamment l’objet de travaux de recherche afin de la remplacer par des procédés physiques à faibles impacts environnementaux. D’autres actions visent à récupérer le silicium présent dans les boues de sciage après l’opération de fabrication des plaquettes, ou bien encore à recycler les bains chimiques utilisés dans certaines technologies couches minces. »

### Recyclage
La plupart des composants d'un module solaire peuvent être récupérés et recyclés : jusqu'à 95 % de certains matériaux semi-conducteurs, tout le verre et de grandes quantités de métaux ferreux et non ferreux,. Les polymères et certains métaux (cuivre, argent...) ne sont pas recyclés[réf. à confirmer].
En 2010-2014, plusieurs enquêtes et l'Union européenne ont estimé que les deux tiers des déchets de cette nature n'arrivent jamais aux centres de retraitement agréés, mais finissent en décharge ou à l'étranger. Les nouveaux objectifs de taux de collecte sont, à partir de 2016, 45 % du poids de matériel vendu dans les trois ans précédents (ce taux sera porté à 65 % en 2019). Ce texte est aussi plus restrictif quant aux envois de DEEE vers l'étranger.
En France, depuis août 2014, dans le cadre de la responsabilité élargie du producteur, fabricants, importateurs et revendeurs sont tenus de reprendre, en plus des déchets électroménagers classiques (DEEE), les panneaux photovoltaïques usagés, gratuitement et sans obligation d'achat. Ces entreprises ont obligation de financer et de collecter le traitement de ces nouveaux déchets, sans période de transition, ce qui se traduit par une éco-participation sur chaque nouveau capteur photovoltaïque vendu. Cette mission est assurée par l'éco-organisme Soren.
En Europe, l'association PV Cycle, qui regroupe nombre de producteurs et importateurs européens de systèmes solaires photovoltaïques, gère la collecte et le traitement des panneaux photovoltaïques en fin de vie. Aux États-Unis, cette activité est notamment assurée par des entreprises privées.
Depuis 2010, une conférence réunit chaque année des fabricants, des recycleurs et des chercheurs pour examiner l'avenir du recyclage des panneaux photovoltaïques.
Deux des solutions de recyclage les plus courantes sont les suivantes.
Modules à base de siliciumLes châssis en aluminium et les boîtes de jonction sont démontés manuellement au début du processus. Le module est ensuite broyé. Les différentes fractions résultant de ce processus sont des métaux ferreux et non ferreux, du verre et du plastique avec un quota moyen de recyclage proche de 80 % (poids d'entrée). Par exemple, le verre provenant des panneaux photovoltaïques est mixé avec du verre standard pour être réintroduit dans le secteur de la fibre de verre ou de l'isolation. Ce processus peut être effectué par les recycleurs de verre plat, étant donné que la morphologie et la composition d'un module PV sont semblables à celles du verre plat utilisé dans l'industrie du bâtiment et de l'automobile.[réf. nécessaire].
L'entreprise Rosi prévoit de démarrer en 2023 en Isère une unité industrielle de recyclage des métaux des panneaux photovoltaïques.
Panneaux photovoltaïques sans siliciumDes technologies propres au recyclage des panneaux photovoltaïques sans silicium ont été développées. Certaines utilisent un bain chimique pour délaminer et séparer les différents composants des panneaux photovoltaïques. Pour les panneaux en tellurure de cadmium, le processus de recyclage commence par l’écrasement du panneau, aboutissant à une séparation ultérieure des différentes fractions. Ce processus permet de récupérer jusqu'à 90 % du verre et 95 % des matériaux semi-conducteurs. Dans les années 2010, plusieurs installations de recyclage ont été créées par des entreprises privées[réf. souhaitée].
Les batteries doivent aussi être recyclées. Si beaucoup d'installations photovoltaïques sont connectées au réseau électrique, certaines fonctionnent en effet en autonomie. L'énergie produite le jour est stockée dans des batteries spéciales (qui se déchargent plus progressivement et supportent mieux les décharges fréquentes peu profondes, avec un régulateur installé entre la batterie et le module) et parfois dans des batteries proches de celles des voitures. Une batterie a une durée de vie de quatre à cinq ans, (sept à quinze ans pour certains modèles récents[Lesquels ?][réf. nécessaire]) et contient des métaux et produits précieux et/ou toxiques (plomb et acide communément). Pour un panneau photovoltaïque pouvant durer 25 ans, il faudra recycler deux à six fois[réf. nécessaire] les batteries (avec les technologies actuelles[Quand ?]).
En 2022 en France, 3 800 tonnes de panneaux photovoltaïques ont été recyclées. Les volumes à traiter vont sans doute dépasser 40 000 tonnes en 2030, avant de tripler encore d'ici à 2040. En 2018, Veolia a inauguré une première usine à Rousset, près d'Aix-en-Provence, pour traiter tous les panneaux récoltés en France. Mais la qualité du recyclage a été jugée insuffisante et Soren, l'éco-organisme créé en 2015 pour piloter cette activité, a retenu trois nouvelles entreprises pour l'appel d'offres suivant : le belge Galloo, spécialiste du recyclage des métaux ferreux, dont l'usine d'Halluin (Nord) maîtrise bien le broyage-déchiquetage ; Envie 2E Aquitaine, qui utilise la délamination à chaud dans son usine de Saint-Loubès, au nord de Bordeaux ; Envie 2E Occitanie, qui prévoit d'investir sept à huit millions d'euros dans sa propre ligne de broyage à Toulouse. Envie 2E Aquitaine trie les panneaux en trois catégories : les panneaux cassés ou abîmés par la grêle, soit une moitié du volume, sont mis de côté pour être broyés ; ceux qui sont en bon état sont testés sur un banc (les quelque 5 % qui ont gardé au moins 80 % de leur puissance nominale sont conservés et revendus d'occasion) ; les autres sont délaminés, puis la plaque de verre est revendue aux verriers et la membrane recouverte de cellules photovoltaïques est envoyée à la start-up grenobloise Rosi Solar, dont le procédé de pyrolyse permet la récupération du silicium, de l'argent et du cuivre, qui sont séparés grâce à un processus électrochimique.